# جونر بروبرج
جونر بروبرج (بالسويدية: Gunnar Broberg)‏ (ولد في 1942) يشغل منذ عام 1990 منصب أستاذ دكتور في تاريخ العلوم والأفكار في جامعة لوند، بالسويد. وكتب الأستاذ الدكتور بروبرج من بين ما كتب في أنشطة التعقيم الإجباري في السويد كما كتب حول العالم كارل لينيوس. وفي عام 2005، انتخب رئيسًا للجمعية العلمية الملكية للعلوم الإنسانية في لوند باللغة السويدية (Kungliga Humanistiska Vetenskapssamfundet i Lund). كما ألف كتابًا باللغة السويدية بعنوان التفاح الذهبي Gyllene äpplen، والذي فاز بجائزة أغسطس وبالسويدية (Augustpriset) في عام 1992.

## مؤلفاته بالإنجليزية
- «علم تحسين النسل ودولة الرفاهية: سياسة التعقيم في الدنمارك والسويد والنرويج وفنلندا» وبالإنجليزيةEugenics and the Welfare State: Sterilization Policy in Denmark, Sweden, Norway, and Finland, مطبعة جامعة ولاية ميتشغان: 1996 (مع نيلس هانسن رول).

## مؤلفاته باللغة السويدية
- Järven, filfrassen, frossaren, 1971.
- Homo sapiens L, 1975.
- Brunögd, lätt, hastig, gjorde allting promt, 1978.
- Linnéminnen i Uppsala, 1982.
- Bilden av naturen, 1983.
- Nordström och hans skola, 1983.
- Oönskade i folkhemmet, 1991 (with Mattias Tydén).
- Gyllene äpplen, 1992.
- Statlig rasforskning, 1995.
- När svensk historia blev en världsnyhet, 1999 (with Mattias Tydén).
- Kattens historia, 2004.
- Tsunamin i Lissabon, 2005.
- Carl von Linné, 2006.